# Coral
Coralii sunt animale nevertebrate marine din clasa Anthozoa, încrengătura Cnidaria. În mod tipic ei viețuiesc în colonii compacte formate dintr-o mulțime de polipi. Polipii sunt uniți între ei prin canale calcaroase. După moartea lor, pe vechiul schelet calcaros se adaugă altul. Așa se formează recifele de corali. Orificiul buco-anal al fiecărui individ este înconjurat de 8 tentacule.
Scheletul calcaros al coralilor, numit în română mărgean, are o culoare cel mai frecvent roșie sau albă. El este folosit de oameni, în special pentru a obține din el obiecte de artă și de podoabă.
De-a lungul timpului, coralul a fost folosit ca podoabă în confecționarea bijuteriilor, însă această practică amenință existența acestor animale.
Coralii sunt clasificați în două subclase, bazate pe diferențele din simetria axială. O clasă conține animale coloniale, cu opt tentacule, fiecare având un schelet intern. Printre ele se găsesc și coralii bici, meduze și coralii roșii obișnuiesc să îl facă să sclipească. Membrii celorlalte subclase de obicei au șase tentacule, sau multiplu de șase, dar și culorile diferă. Ele includ coralii de stâncă sau coralii adevărați. O altă clasă din aceeași categorie conține de asemenea forme de corali care nu sunt clasificați în ea.

## Structura
Coralii adevărați secretă carbonat de calciu de la bază formând cupe scheletice de care polipii sunt ancorați și în care se retrag pentru protecție. În discul oral la vârf este o deschizătură, mărginită de tentacule, în formă de pană, și cili, care este și gură și anus. Nematocistele de pe tentacule pot de asemenea să paralizeze prada.

## Colonii
Câteva grupe de corali trăiesc ca polipi solitari, dar majoritatea trăiesc în colonii. Polipii coloniali au diametrul între 1 și 3mm. Ei sunt conectați lateral prin tuburi care sunt niște prelungiri ale cavităților gastrovasculare ale polipilor, și colonia crește prin înmulțire asexuată. Polipii vii cresc pe rămășițele predecesorilor lor. Coralii coloniali pot crește în abisul apelor, dar recifurile se găsesc doar în ape calde, limpezi și nepoluate. Ei trăiesc doar până unde pătrunde lumina în apa, deoarece algele, numite zooxanthellae, care trăiesc în țesuturile lor au nevoie de lumină pentru fotosinteză, și coralii nu pot exista fără aceste alge. Carbonul este trecut de la alge la coral, crescând energia, și hrana capturată de coral poate suplini fosforul și hidrogenul pentru ambele organisme. Dependența coralilor de alge variază de la specie le specie. Coralii scheletici sunt contribuitorii primari la un recif, dar și alte organisme participă la formarea lui, ca algele calcaroase, moluște sau spongieri.

## Cladogramă
Cladogramă conform Catalogue of Life:
| corali | \| \| Actiniaria \| \| \| \| \| \| Alcyonacea \| \| \| \| \| \| Antipatharia \| \| \| \| \| \| Ceriantharia \| \| \| \| \| \| Corallimorpharia \| \| \| \| \| \| Heliolitina \| \| \| \| \| \| Helioporacea \| \| \| \| \| \| Pennatulacea \| \| \| \| \| \| Scleractinia \| \| \| \| \| \| Zoantharia \| \| \| \| |
|        | \| \| Actiniaria \| \| \| \| \| \| Alcyonacea \| \| \| \| \| \| Antipatharia \| \| \| \| \| \| Ceriantharia \| \| \| \| \| \| Corallimorpharia \| \| \| \| \| \| Heliolitina \| \| \| \| \| \| Helioporacea \| \| \| \| \| \| Pennatulacea \| \| \| \| \| \| Scleractinia \| \| \| \| \| \| Zoantharia \| \| \| \| |
|        | Cubozoa |
|        | |
|        | Hydrozoa |
|        | |
|        | Scyphozoa |
|        | |
|        | Staurozoa |
|        | |
|        | Actiniaria |
|        | |
|        | Alcyonacea |
|        | |
|        | Antipatharia |
|        | |
|        | Ceriantharia |
|        | |
|        | Corallimorpharia |
|        | |
|        | Heliolitina |
|        | |
|        | Helioporacea |
|        | |
|        | Pennatulacea |
|        | |
|        | Scleractinia |
|        | |
|        | Zoantharia |
|        | |

|  | Actiniaria       |
|  |                  |
|  | Alcyonacea       |
|  |                  |
|  | Antipatharia     |
|  |                  |
|  | Ceriantharia     |
|  |                  |
|  | Corallimorpharia |
|  |                  |
|  | Heliolitina      |
|  |                  |
|  | Helioporacea     |
|  |                  |
|  | Pennatulacea     |
|  |                  |
|  | Scleractinia     |
|  |                  |
|  | Zoantharia       |
|  |                  |

## Galerie

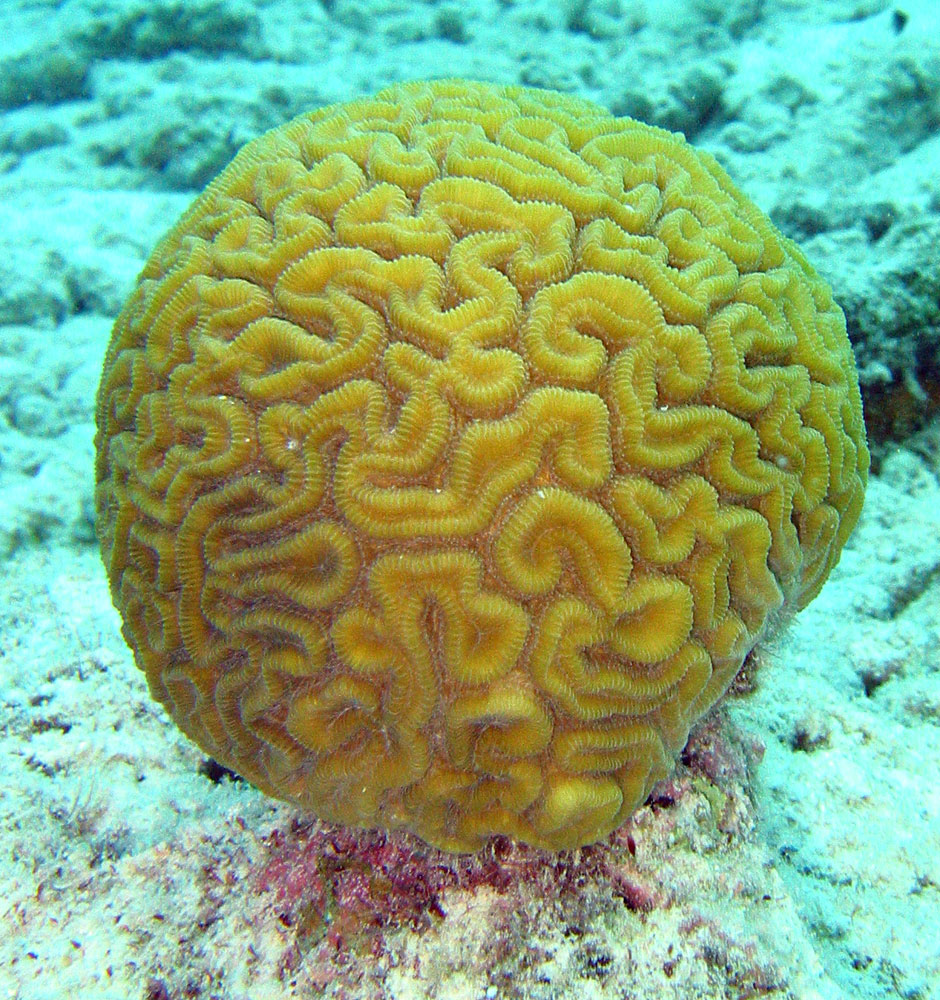
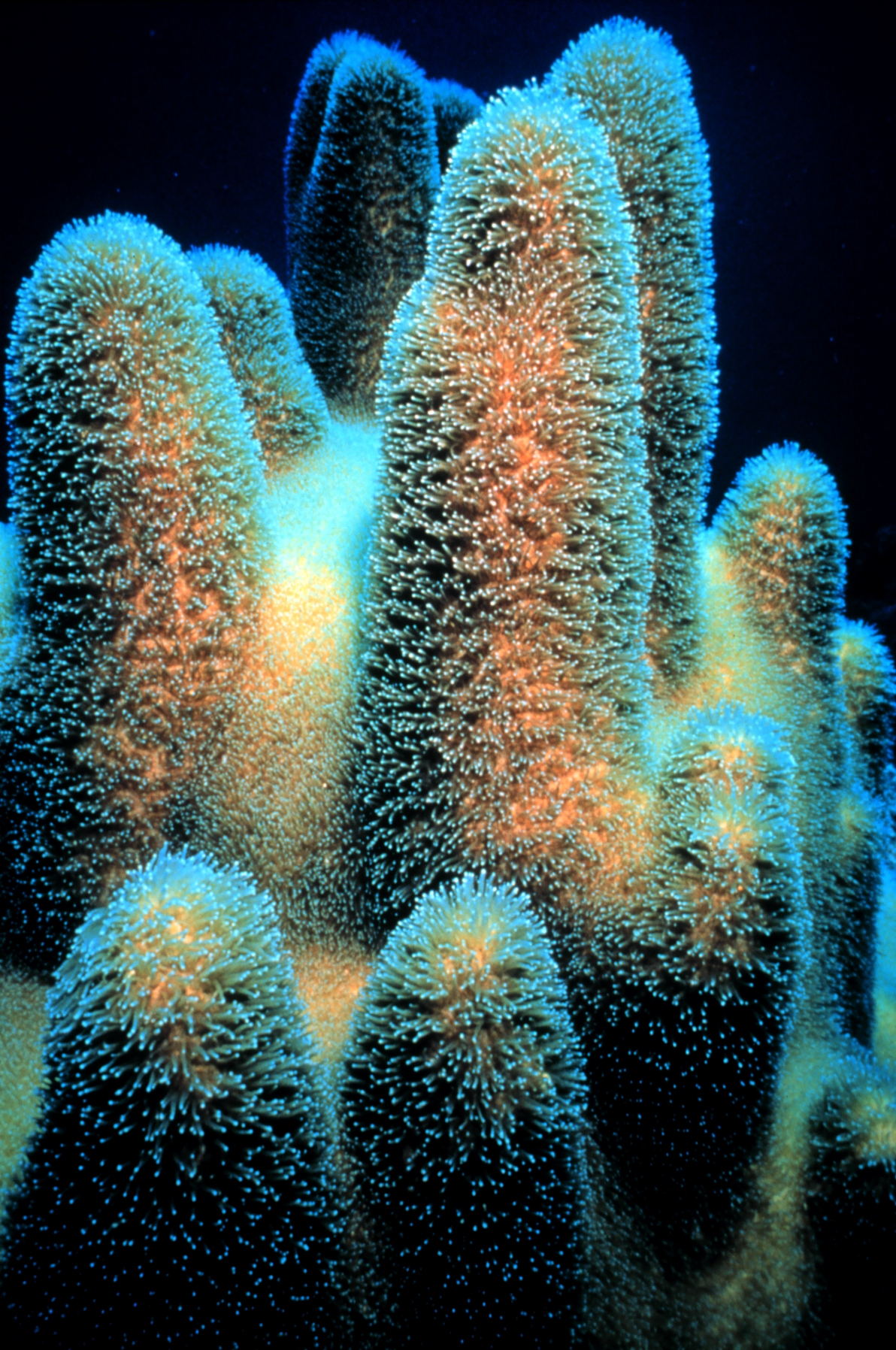
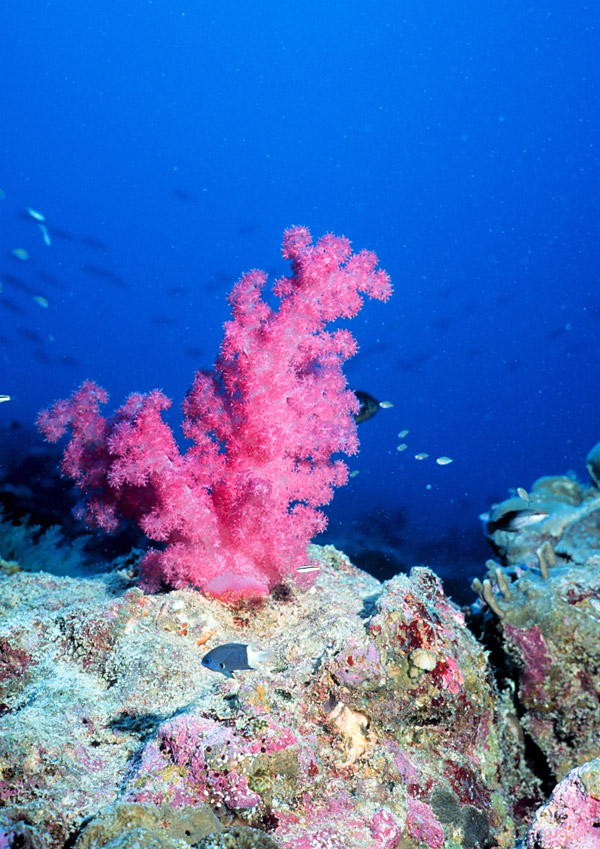
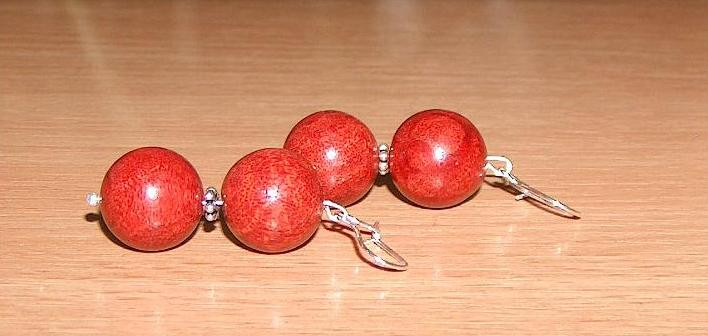
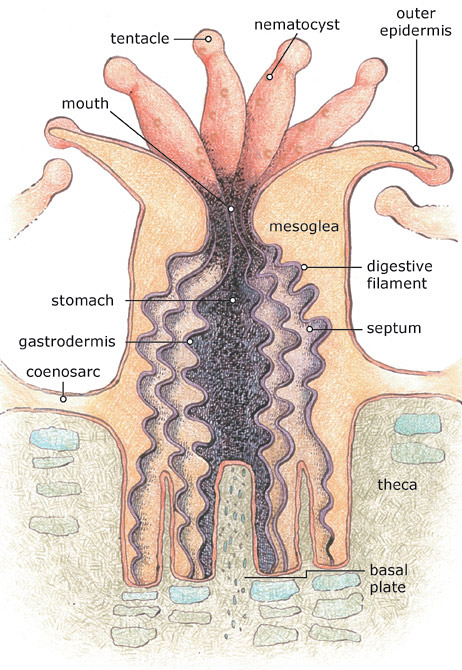